# Aufs
aufs (advanced multi-layered unification filesystem)는 리눅스 파일 시스템을 위한 유니언 마운트를 구현한다. 이 이름은 원래 버전 2까지 AnotherUnionFS를 의미하였다.
2006년에 Junjiro Okajima에 의해 개발된 aufs는 초기의 UnionFS를 완전히 재작성한 것이다. 신뢰성과 성능 개선을 목표로 하였으나 writable branch balancing, 및 기타 개선사항과 같은 일부 새로운 개념들도 도입하였으며, 이 중 일부는 현재 UnionFS 2.x 브랜치에 구현되어 있다.
aufs는 주류 리눅스로의 통합이 거부되었다. 코드는 빽빽하고 읽기 어려우며 주석이 안 되어 있다는 이유로 비평을 받았다. 그 대신 OverlayFS가 리눅스 커널에 통합되었다. 개발자는 aufs를 주류 커널에 통합하려고 수차례 시도하다 끝내 포기하였다.

## 이용
Aufs는 데비안 "jessie"와 우분투 16.04에 별도로 포함되어 있다. 데비안의 "stretch"는 aufs를 더 이상 포함하지 않지만 델의 dkms를 사용하여 aufs 커널 모듈을 자동으로 컴파일하는 aufs-dkms 패키지를 제공한다.
도커는 원래 컨테이너 파일시스템 계층을 위해 aufs를 사용하였다. 지원되는 스토리지 백엔드들 중 하나로 여전히 이용이 가능하다.
일부 리눅스 배포판들은 UnionFS 대신 aufs를 채택하고 있는데, 이를테면 다음과 같다:
- 크노픽스 라이브 CD 리눅스 배포판 - 2006년 말 이후, "더 나은 안정성과 성능을 위해"[7]
- NimbleX 버전 2008 이후. Linux-Live와 함께 동시에 전환됨
- Porteus LiveCD, 온전히 RAM에서 동작
- SLAX (및 Linux-Live 스크립트) 버전 6 이후[8]
- 잰드로스 리눅스 배포판, ASUS Eee PC 모델 901에서 사용 가능
- 우분투 10.04 LTS Live CD
- 데비안 6.0 라이브 미디어
- 젠투 리눅스 LiveDVD 11.0[9]
- 젠투 리눅스 LiveDVD 11.2[10]
- 젠투 리눅스 LiveDVD 12.0[11]
- Salix Live 버전 13.1.1까지는 Linux-Live 스크립트를 통해, 버전 13.37부터는 SaLT를 통해
- 퍼피 리눅스 버전은 종료 시 디스크에 변경사항을 저장함과 동시에 온전히 RAM에서 구동이 가능하다. 예; LiveCD로 동작하는 Slacko 5.3.3.

## 같이 보기
- OverlayFS
- 파일 시스템
- 유니언 마운트(Union mount)
- UnionFS
- Syslinux